# Bellou-le-Trichard
Bellou-le-Trichard (uttal (fil)) är en kommun i departementet Orne i regionen Normandie i nordvästra Frankrike. Kommunen ligger i kantonen Le Theil som tillhör arrondissementet Mortagne-au-Perche. År 2022 hade Bellou-le-Trichard 196 invånare.

## Befolkningsutveckling
Antalet invånare i kommunen Bellou-le-Trichard
| Referens: INSEE |